# ولادیمیر گویکوویچ
ولادیمیر گویکوویچ (انگلیسی: Vladimir Gojković؛ زادهٔ ۲۹ january ۱۹۸۱ (۴۴ سال)) ورزشکار ورزش شنا اهل مونته‌نگرو است.
وی در مسابقات کشوری و بین‌المللی در مجموع برندهٔ ۱ مدال طلا، ۱ مدال نقره شده‌است.